# Крест святого Петра

Крест святого Петра

Крест свято́го Петра́ (также известный как перевёрнутый крест) — обычный латинский крест (изображённый в соответствии с римско-католической традицией), перевёрнутый на 180°.
Крест святого Петра с IV века является одним из символов святого Петра, который, по церковному преданию, был распят головой вниз в 67 году н. э. во время правления в Риме императора Нерона.
В последнее время также используется в качестве антихристианского символа или символа сатанизма.

## В христианстве

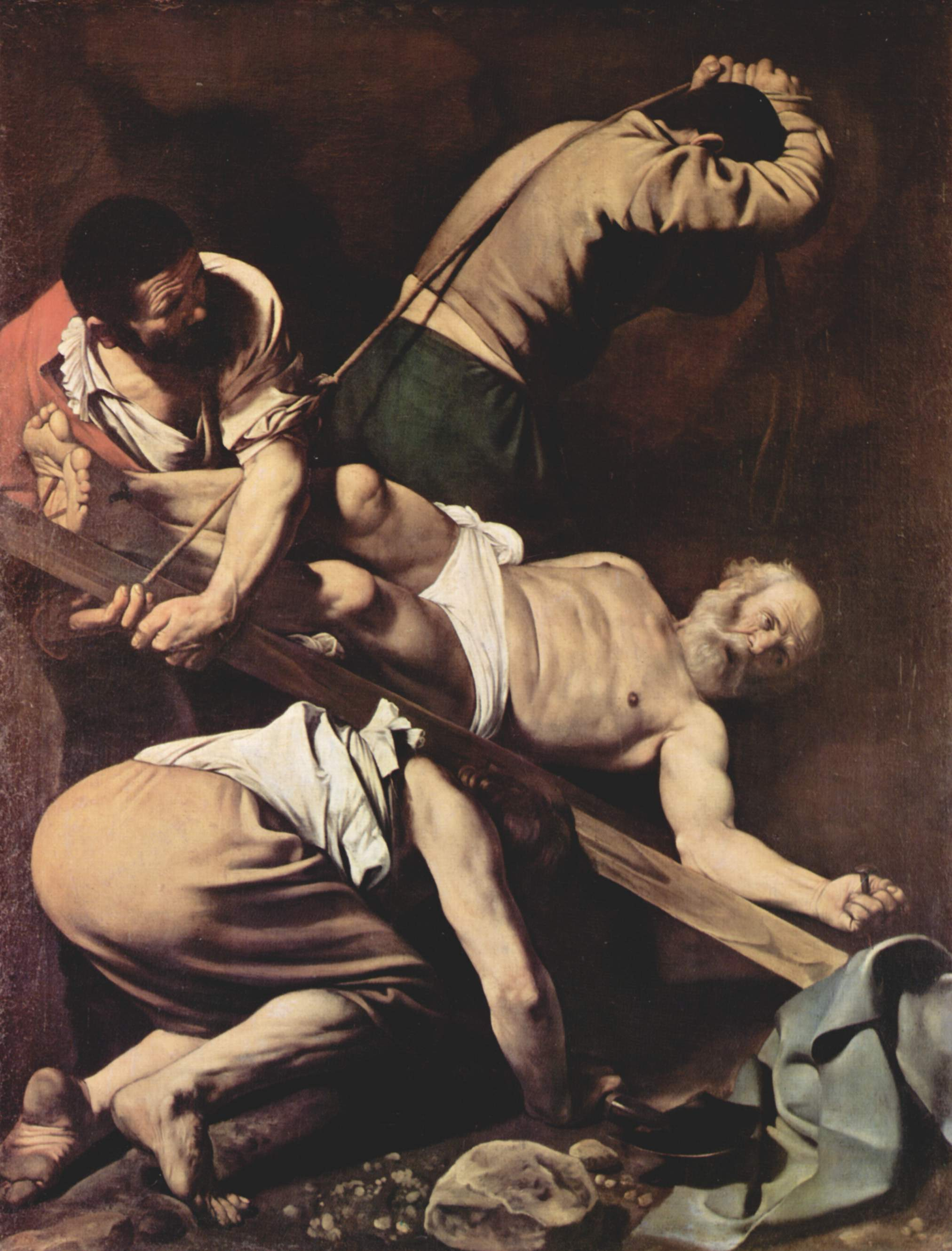
Распятие Святого Петра. Микеланджело Меризи да Караваджо (1601)

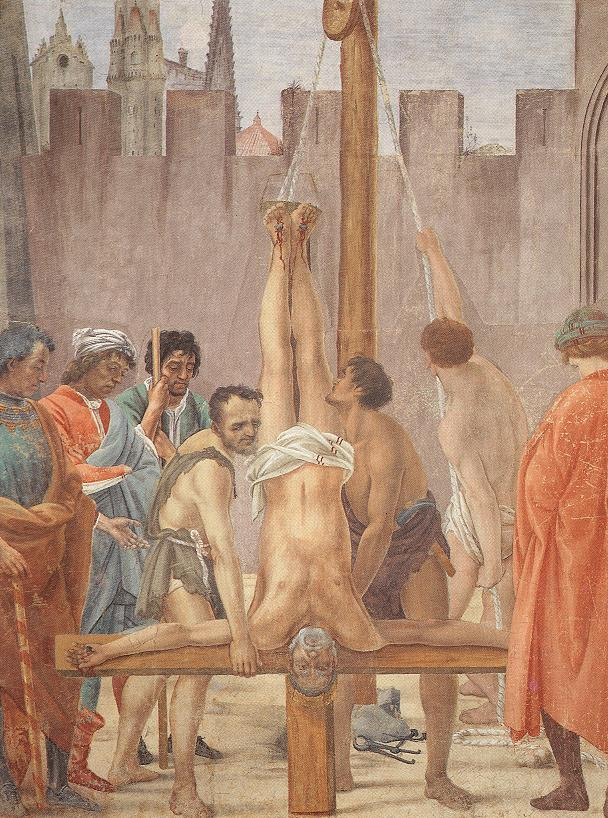
Распятие св. Петра, фрагмент фрески Филиппино Липпи

Происхождение данного символа связывается с церковным преданием о том, что апостол Пётр был распят на кресте вниз головой по своей собственной просьбе, поскольку считал себя недостойным умереть той же смертью, какой умер Иисус Христос. В связи с тем, что Пётр считается основателем Католической церкви, данный символ изображён на троне папы римского.

## Сатанинское и антихристианское представление
Христианский крест в перевёрнутом виде может пониматься как антихристианский символ. В силу этого перевёрнутый крест, усилиями средств массовой информации, получил широкое распространение в современной массовой культуре как символ сатанизма. В популярной культуре, включая такие фильмы как «Шесть демонов Эмили Роуз», «Омен», «Сверхъестественное», перевёрнутый крест часто показывается как символ Сатаны. Наряду с перевёрнутой пентаграммой, перевёрнутый крест иногда используется музыкантами, играющими блэк-метал. Некоторые представители дэт-метала также используют перевёрнутый крест, например антихристианская группа Deicide (вокалист которой, Глен Бентон, даже выжег перевёрнутый крест у себя на лбу). Перевёрнутый крест присутствует на логотипах таких групп, как Belphegor, Mayhem, Impaled Nazarene, Ghost, Dark Funeral.
Сатанисты (в том числе сатанисты в блэк-метале) никогда не называют данный крест «крестом святого Петра», и используют исключительно название «перевёрнутый крест». Они не подразумевают никакой связи с распятием Петра, латинский крест переворачивается для святотатства. Ношение перевёрнутого креста для блэк-металлистов означает не только сильное презрение к христианству, но и выступает в качестве знака для других, указывая на то, что носитель перевёрнутого креста принял антихристианскую жизненную позицию. Блэк-металлисты из стран, где христианство наиболее распространено, ношением перевёрнутого креста также демонстрируют презрение к обществу, в котором они проживают, и демонстрируют, что желают быть отличными и удалёнными от него.
Традиционный христианский крест в религиозных эпистемологических системах является символом для абсолюта, Бога, конечного происхождения всей истины и её откровений. Перевёрнутый крест же символ отвержения таких утверждений абсолютизма. В любом случае, в римском католицизме крест святого Петра не рассматривается как сатанинский символ.

## Перевёрнутый крест в геральдике
Перевёрнутый крест используется в геральдике, например на гербе Здеховице, гербе Кучеров:

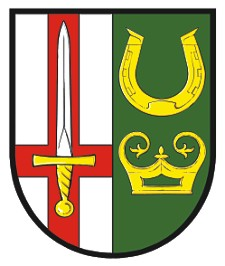
Герб Здеховице
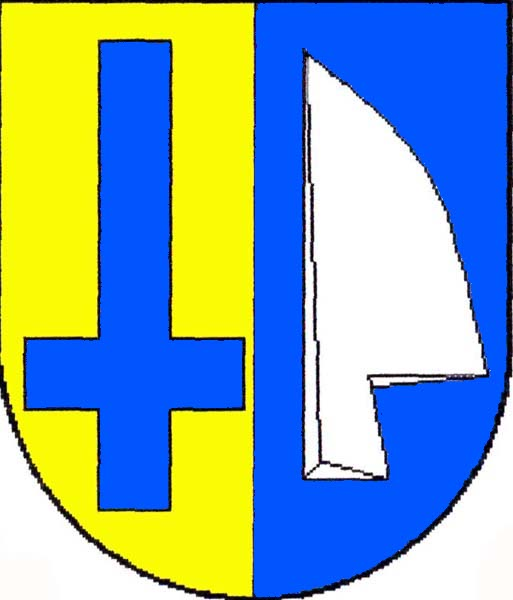
Герб Кучеров
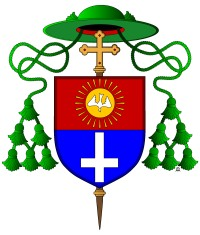
Герб Епископа Мориса Пича